# Giovanni Ferrofino
Giovanni Ferrofino (* 24. Februar 1912 in Alessandria, Piemont, Italien; † 21. Dezember 2010) war ein römisch-katholischer Erzbischof und Diplomat des Heiligen Stuhls.

## Leben
Giovanni Ferrofino empfing am 22. September 1934 die Priesterweihe und trat in den diplomatischen Dienst des Vatikans ein.
Im Februar 1942  war Ferrofino nach Angaben der von Gary Krupp gegründeten Pave the Way Foundation im Auftrag von Papst Pius XII.  zusammen mit dem Vatikan-Botschafter in Haiti und der Dominikanischen Republik, Erzbischof Maurilio Silvani, beteiligt an Verhandlungen mit Rafael Trujillo Molina, dem Diktator der Dominikanischen Republik. Sie handelten ein Abkommen aus, 400 Visa für die Aufnahme von jüdischen Flüchtlingen aus Europa zu erteilen. Insgesamt konnte Ferrofino zusammen mit Krupp über 10.000 Juden über Kuba, Mexiko und Kanada die Einreise in die Vereinigten Staaten ermöglichen.
Von 1959 bis 1960 war er geschäftsführender Nuntius in der Schweiz. 1960 wurde er von Papst Johannes XXIII. zum Titularbischof von Zenopolis in Isauria ernannt und als Nachfolger von Domenico Enrici zum Apostolischen Nuntius in Haiti bestellt. Die Bischofsweihe am 26. November 1961 spendeten ihm Armando Lombardi sowie Hélder Câmara und Albert-François Cousineau, Bischof von Cap-Haïtien. 1965 wurde er von Papst Paul VI. in Nachfolge von Alfredo Bruniera zum Nuntius von Ecuador bestellt. Giovanni Ferrofino war Konzilsvater der vierten Sitzungsperiode des Zweiten Vatikanischen Konzils.
Seinem Rücktrittsgesuch wurde 1987 durch Johannes Paul II. stattgegeben.